# Michael Donald
Michael Donald (* 24. Juli 1961; † 20. März 1981 in Mobile, Alabama) war ein afroamerikanischer US-Bürger, der von zwei Mitgliedern des Ku-Klux-Klan gelyncht wurde.
Anlass des Mordes war der Freispruch des Afroamerikaners Josephus Anderson, der des Mordes an einem weißen Polizisten angeklagt war, durch eine Jury des Gerichts von Mobile, der auch Afroamerikaner angehörten. Bennie Hays, zweitmächtigster Mann des Ku-Klux-Klan in Alabama, soll daraufhin erklärt haben, dass wenn ein Schwarzer mit einer derartigen Mordtat durchkomme, ein Weißer ebenso gut damit durchkommen müsse, wenn er einen Schwarzen ermorde.
Am selben Abend zündeten Klan-Mitglieder vor dem Gerichtshof von Mobile County ein Kreuz an. Henry Hays, der Sohn von Bennie Hays, und James Knowles, beide Mitglieder des Ku-Klux-Klan, fuhren durch die Straßen von Mobile, um ein passendes Opfer zu finden. Sie entdeckten den 19-jährigen Donald, der ausgegangen war, um für seine Schwester Zigaretten zu besorgen, schlugen mit einem Ast auf ihn ein und schnitten ihm die Kehle durch und strangulierten ihn zudem mit einem Seil. Sie hängten ihn schließlich an einem Baum unweit von Donalds Wohnung auf.
Die Polizei vermutete zunächst einen Zusammenhang zu Drogenkriminalität, während Michael Donalds Mutter vehement bestritt, dass ihr Sohn etwas mit Drogen zu tun hatte. Der Bürgerrechtler Jesse Jackson organisierte einen Protestmarsch durch Mobile und forderte von den Behörden Antworten und die Bestrafung der Mörder. Die Verhaftung von Henry Hays und James Knowles erfolgte schließlich zwei Jahre nach der Tat. Auch Bennie Hays wurde angeklagt, doch verstarb er noch vor Prozessbeginn. Henry Hays wurde wegen des Mordes zur Todesstrafe verurteilt und starb am 6. Juni 1997 auf dem elektrischen Stuhl; die Associated Press berichtete, dass er in Alabama der erste Weiße seit 1913 war, der wegen eines Mordes an einem Schwarzen hingerichtet wurde. Er war weiterhin das einzige KKK-Mitglied, das im 20. Jahrhundert wegen eines Mordes an einem Schwarzen hingerichtet wurde.
James Knowles wurde zu lebenslänglicher Haft verurteilt, der Todesstrafe entkam er dadurch, dass er gegen Hays aussagte.
Im Mai 1989 wurde der 28-jährige Benjamin Franklin Cox Jr. wegen Mordes an Donald vom Mobile County Circuit Court ebenfalls zu lebenslanger Haft verurteilt. Das Gericht betrachtete ihn als Komplizen, da er das Seil bereitgestellt habe, mit dem er stranguliert wurde.

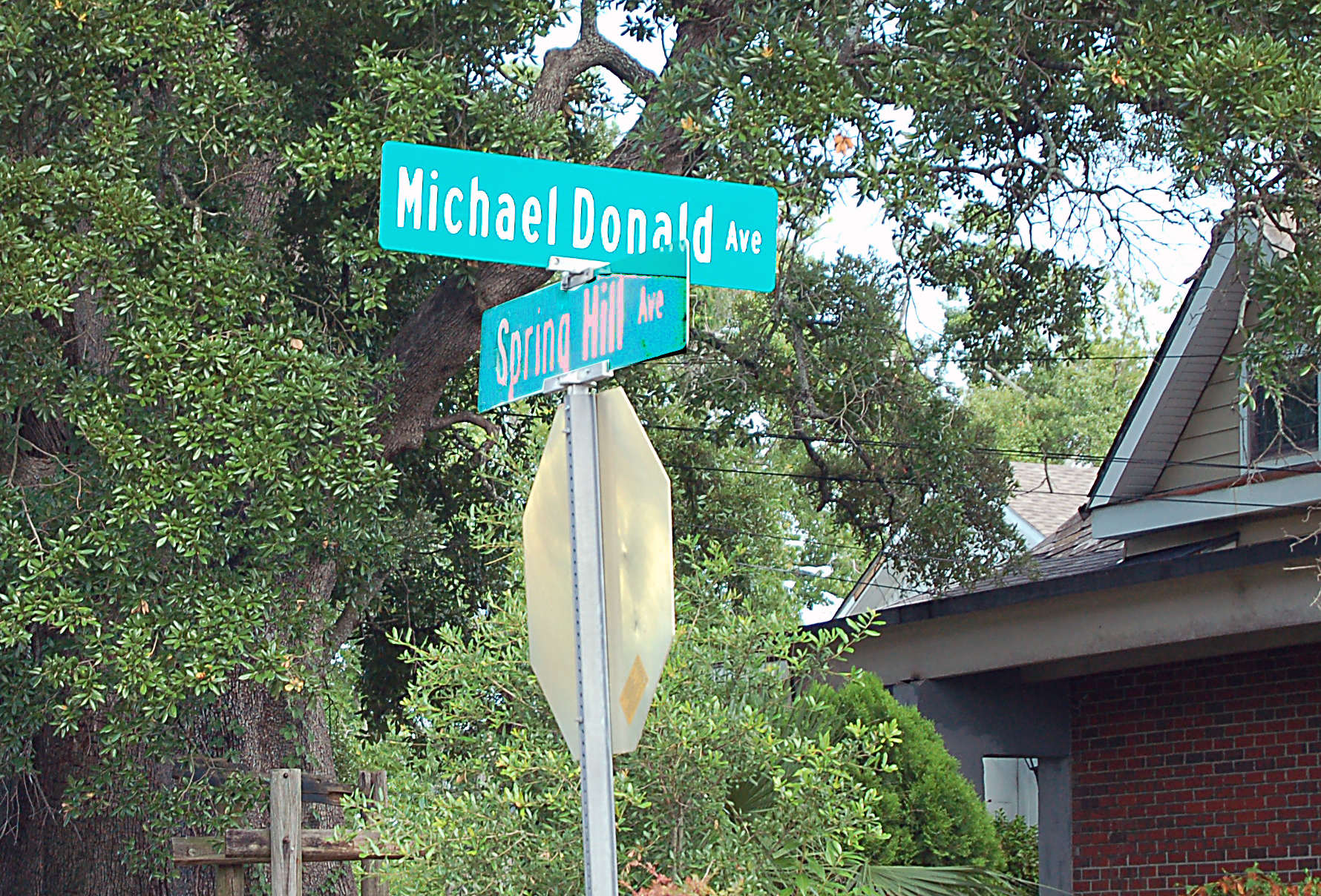
Michael Donald Ave.

Morris Dees, Gründer des Southern Poverty Law Center, reichte im Namen der Mutter schließlich eine Klage wegen widerrechtlicher Tötung (“wrongful death”) gegen den Klan ein, der zu einer Strafe in Höhe von 7 Millionen US-Dollar verurteilt wurde; dies führte dazu, dass die United Klans of America ihren Bankrott erklären mussten.
Im Jahre 2006 wurde eine Straße in Mobile in Michael Donald Avenue umbenannt.